# تپه راوخ ۱
تپه راوخ ۱ مربوط به دوره ساسانیان - قرو اولیه دوران‌های تاریخی پس از اسلام است و در شهرستان اسفراین، بخش بام وصفی آباد، دهستان صفی آباد، ۲۰۰ متری غرب روستای راوخ واقع شده و این اثر در تاریخ ۲۶ اسفند ۱۳۸۷ با شمارهٔ ثبت ۲۶۱۹۳ به‌عنوان یکی از آثار ملی ایران به ثبت رسیده است.